# Segarcea
Segarcea é uma cidade da Romênia com 8.564 habitantes, localizada no judeţ (distrito) de Dolj.